# Брухвегштадион
Брухвегштадион (нем. Bruchwegstadion) — футбольный стадион в городе Майнц, Германия.
Стадион открыт в 1929 году. В 1947, 1951, 1953, 1965, 1981, 1997 и 2002 годах реконструировался. Арена имеет особую конструкцию трибун, которых насчитывается шесть. Четыре трибуны установлены относительно сторон света, две других в углах между основной и боковыми. Четыре основных трибуны накрыты крышей.
В течение 1929—2011 годов стадион был домашней ареной основной команды «Майнц 05», которая с 2011 года домашние матчи принимает на стадионе «Опель Арена». Сейчас «Брюхвегштадион» является тренировочной площадкой для основной команды и домашней ареной дублирующего состава «Майнц 05».
6 сентября 2008 года на «Брюхвегштадионе» впервые состоялась официальная международная игра. В рамках квалификации на Чемпионат мира по футболу 2010 сборная Грузия играла против сборной Ирландии. Эта игра была перенесена на нейтральную территорию из-за войны в Грузии. Изначально игру планировалась провести в Карлсруэ, но из-за кратчайших сроков перенесли в Майнц. Матч завершился со счётом 2:1 в пользу ирландской сборной.

## Галерея

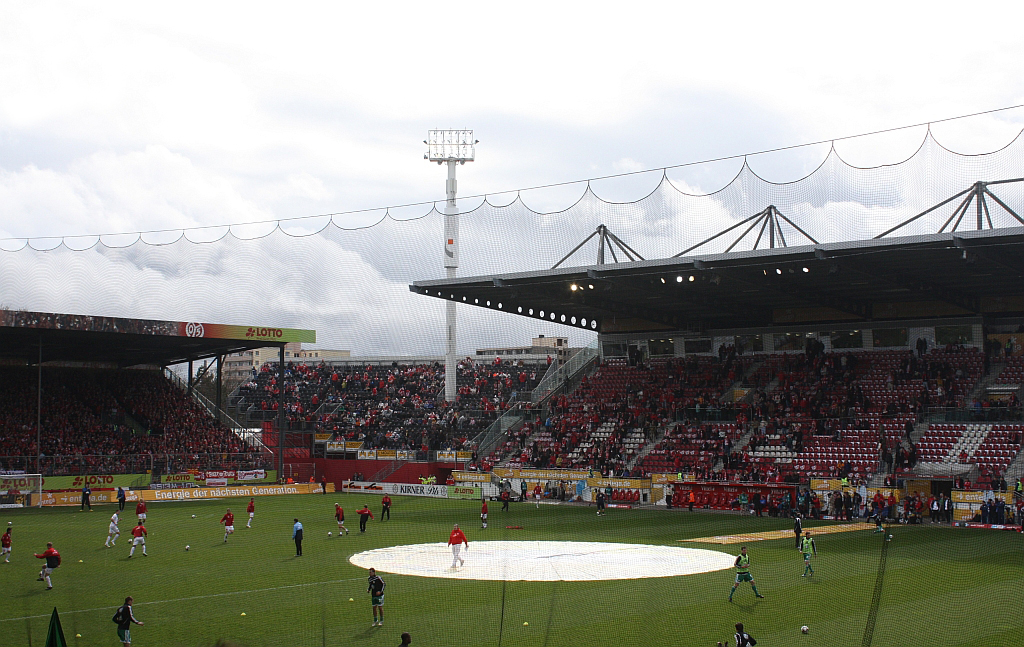
Разминка команд перед матчем «Майнц» — «Вольфсбург»
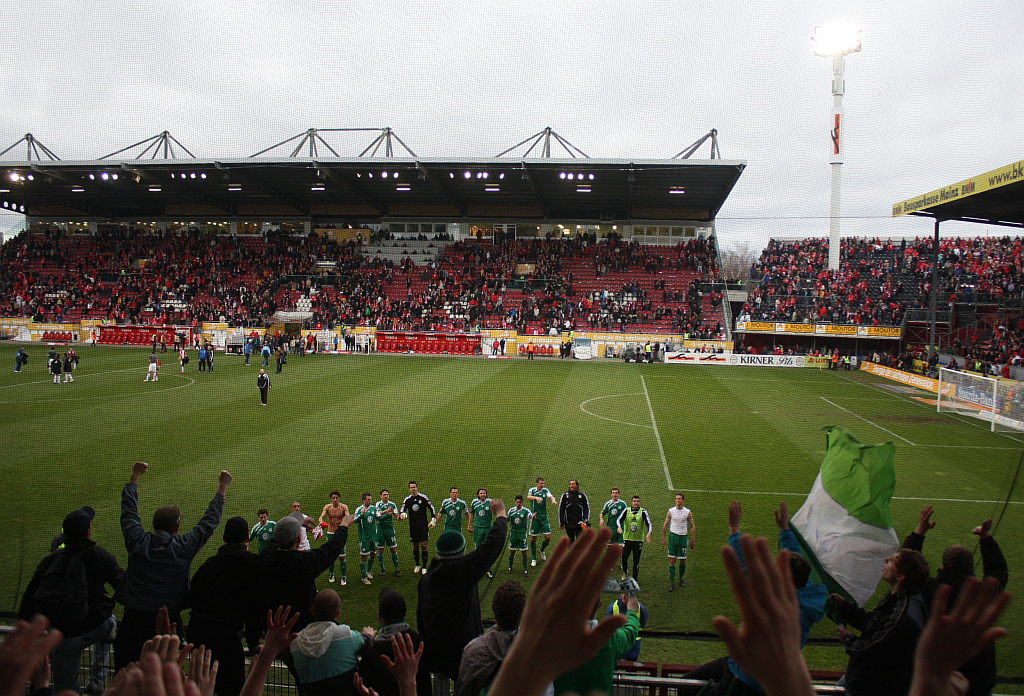
Игроки Вольфсбурга празднуют победу с фанатами на стадионе «Брухвег»
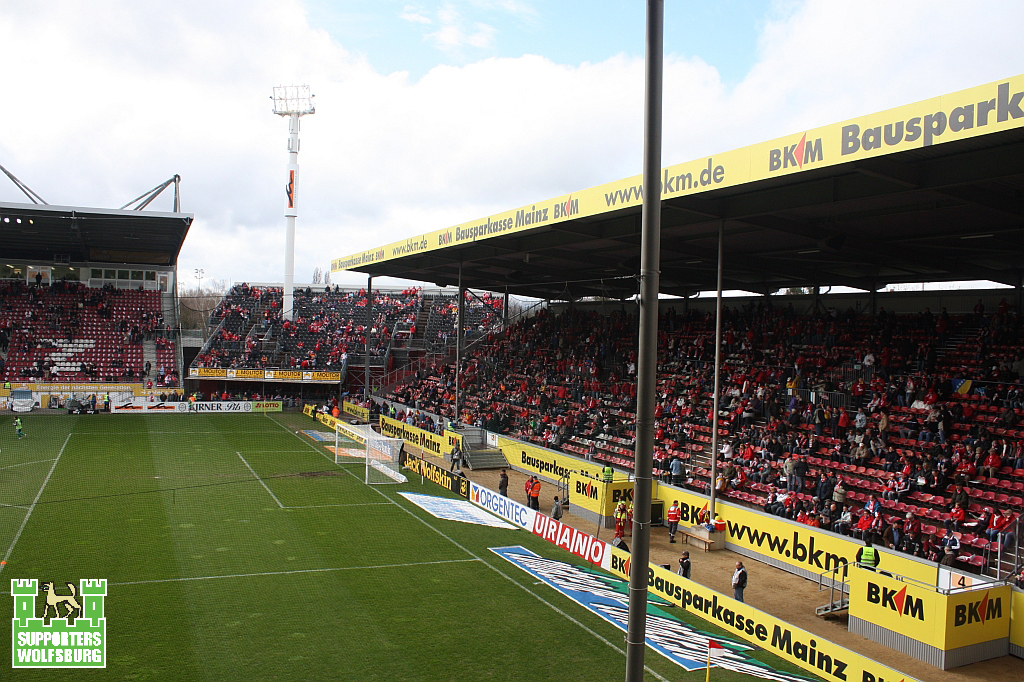
Одна из трибун стадиона